# Patrick Friesacher
Patrick Friesacher (ur. 26 września 1980 roku w Wolfsbergu) – austriacki kierowca wyścigowy, przez ponad połowę sezonu 2005 reprezentował barwy stajni Minardi w Formule 1.

## Kariera

### Karting
Startował kartingu w kartingu od najmłodszych lat. W 1998 r. przeniósł się do Francuskiej Formuły Campus, gdzie sezon ukończył na trzecim miejscu. Rok później awansował do klasy „B” Francuskiej Formuły 3. W 2000 r. startował w Niemieckiej Formule 3.
W 2001 r. przeniósł się do Formuły 3000, gdzie sześciokrotnie finiszował w punktowanej szóstce. Startował dla zespołu Red Bull Junior Team. Współpraca z Red Bullem trwała także w 2002 i 2003 r. Właśnie w ostatnim sezonie startów dla tego zespołu wygrał wyścig na torze Hungaroring. Tego samego roku rozpoczął współpracę z zespołem Super Nova. W 2004 r. wygrał kolejny wyścig na torze Hungaroring, tym razem dla zespołu Coloni.

### Formuła 1

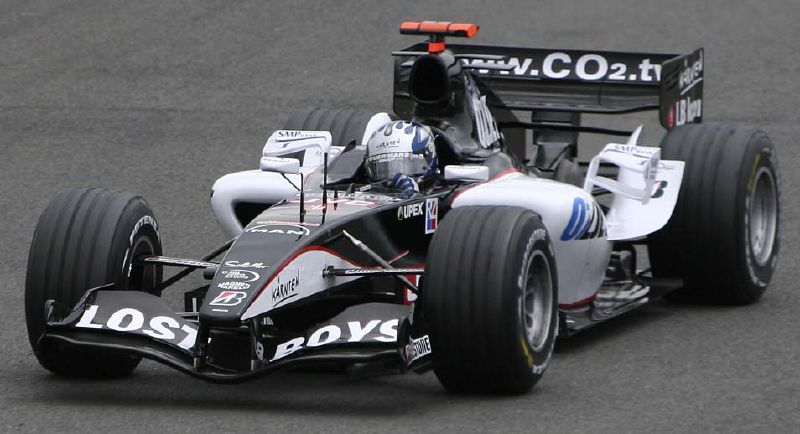
Friesacher w bolidzie Minardi PS05 podczas Grand Prix Wielkiej Brytanii

W listopadzie 2004 r. testował dla zespołu Minardi na torze Misano we Włoszech. Swoimi wynikami zaimponował szefowi zespołu – Paulowi Stoddartowi, który 4 lutego 2005 r. ogłosił podpisanie z Austriakiem kontraktu na starty w sezonie 2005 Mistrzostw Świata Formuły 1. O decyzji zespołu Minardi zaważyło także wsparcie sponsorów Austriaka. Jego partnerem został Holender – Christijan Albers, który tylko w jednym wyścigu (z tych, które obydwaj ukończyli) finiszował na gorszej pozycji od niego.
Friesacher nie miał szans zdobyć punktów w normalnych warunkach, zdobył jednak trzy. Wszystko dzięki Grand Prix Stanów Zjednoczonych, gdzie siedem zespołów zaopatrywanych w opony przez firmę Michelin wycofało się jeszcze przed startem. W tej sytuacji Firesacher musiał tylko dojechać do mety (w rywalizacji pozostało tylko sześciu kierowców).
W lipcu Minardi zerwało z nim współpracę. Powodem był brak wsparcia ze strony dotychczasowych sponsorów, którzy przestali płacić zespołowi za miejsce dla swojego kierowcy (praktyka stosowane przez niektóre słabe zespoły). Jego następcą od Grand Prix Niemiec został Robert Doornbos.

### A1 Grand Prix
W 2006 r. Friesacher dołączył do serii A1 Grand Prix startując dla zespołu Austrii w Grand Prix Meksyku. W pierwszej sesji kwalifikacyjnej wywalczył osiemnastą pozycję. W wyścigach zajął dziesiątą i dziewiątą (jedno Grand Prix w A1GP składa się z dwóch wyścigów), zdobywając trzy punkty dla swojego kraju.

## Starty w Formuła 1

### Wyniki
| Rok  | Zespół          | Samochód     | Silnik                  | Wyniki w poszczególnych eliminacjach | Wyniki w poszczególnych eliminacjach | Wyniki w poszczególnych eliminacjach | Wyniki w poszczególnych eliminacjach | Wyniki w poszczególnych eliminacjach | Wyniki w poszczególnych eliminacjach | Wyniki w poszczególnych eliminacjach | Wyniki w poszczególnych eliminacjach | Wyniki w poszczególnych eliminacjach | Wyniki w poszczególnych eliminacjach | Wyniki w poszczególnych eliminacjach | Wyniki w poszczególnych eliminacjach | Wyniki w poszczególnych eliminacjach | Wyniki w poszczególnych eliminacjach | Wyniki w poszczególnych eliminacjach | Wyniki w poszczególnych eliminacjach | Wyniki w poszczególnych eliminacjach | Wyniki w poszczególnych eliminacjach | Wyniki w poszczególnych eliminacjach | Pkt. | Msc. |
| ---- | --------------- | ------------ | ----------------------- | ------------------------------------ | ------------------------------------ | ------------------------------------ | ------------------------------------ | ------------------------------------ | ------------------------------------ | ------------------------------------ | ------------------------------------ | ------------------------------------ | ------------------------------------ | ------------------------------------ | ------------------------------------ | ------------------------------------ | ------------------------------------ | ------------------------------------ | ------------------------------------ | ------------------------------------ | ------------------------------------ | ------------------------------------ | ---- | ---- |
| 2005 | Minardi F1 Team | Minardi PS05 | Cosworth TJ2005 3.0 V10 | Australia                            | Malezja                              | Bahrajn                              | San Marino                           | Hiszpania                            | Monako                               | Unia Europejska                      | Kanada                               | Stany Zjednoczone                    | Francja                              | Wielka Brytania                      | Niemcy                               | Węgry                                | Turcja                               | Włochy                               | Belgia                               | Brazylia                             | Japonia                              |                                      | 3    | 21   |
| 2005 | Minardi F1 Team | Minardi PS05 | Cosworth TJ2005 3.0 V10 | 17                                   | NU                                   | 12                                   | NU                                   | NU                                   | NU                                   | 18                                   | NU                                   | 6                                    | NU                                   | 19                                   | -                                    | -                                    | -                                    | -                                    | -                                    | -                                    | -                                    | -                                    | 3    | 21   |

### Statystyki
| Sezon | Zespół | Konstruktor      | Zgł. | PKT | P.   | P1 | P2 | P3 | Punkt. | PP | NO | NS | DK | NZ |
| --- | --- | ---------------- | ---- | --- | ---- | -- | -- | -- | ------ | -- | -- | -- | -- | -- |
| 2005 | Minardi F1 Team | Minardi-Cosworth | 11   | 3   | 21   | -  | -  | -  | 1      | -  | -  | 6  | -  | -  |
| Razem | 1 | 1                | 11   | 3   | 1x21 | -  | -  | -  | 1      | -  | -  | 6  | -  | -  |
| Sezon | Zespół | Konstruktor      | Zgł. | PKT | P.   | P1 | P2 | P3 | Punkt. | PP | NO | NS | DK | NZ |
| \| Legenda \| Legenda \| \| ------------------------------------------ \| ------------------------------------------------------------------------------------------------------------------------------------------------------------------------------------------------------------------------------------------------------------------------------------------------------------------------------------------------------------------------------------------------------------------------------ \| \| Zgł. PKT P. P1 P2 P3 Punkt. PP NO NS DK NZ \| Liczba zgłoszeń do wyścigów Liczba zdobytych punktów Pozycja zajęta w klasyfikacji generalnej Liczba zwycięstw Liczba drugich miejsc Liczba trzecich miejsc Wyścigi, w których kierowca punktował Liczba zdobytych pole position Liczba zdobytych najszybszych okrążeń Wyścigi, w których kierowca był niesklasyfikowany Wyścigi, w których kierowca był zdyskwalifikowany Wyścigi, do których kierowca się nie zakwalifikował \| | |                  |      |     |      |    |    |    |        |    |    |    |    |    |
| Legenda | |                  |      |     |      |    |    |    |        |    |    |    |    |    |
| Zgł. PKT P. P1 P2 P3 Punkt. PP NO NS DK NZ | Liczba zgłoszeń do wyścigów Liczba zdobytych punktów Pozycja zajęta w klasyfikacji generalnej Liczba zwycięstw Liczba drugich miejsc Liczba trzecich miejsc Wyścigi, w których kierowca punktował Liczba zdobytych pole position Liczba zdobytych najszybszych okrążeń Wyścigi, w których kierowca był niesklasyfikowany Wyścigi, w których kierowca był zdyskwalifikowany Wyścigi, do których kierowca się nie zakwalifikował |                  |      |     |      |    |    |    |        |    |    |    |    |    |